# Chantilly
|  | Per a altres significats, vegeu «Chantilly (desambiguació)». |

Chantilly és un municipi francès al departament de l'Oise de la regió dels Alts de França. L'any 1999 tenia 10.902 habitants. Chantilly es troba a la part més meridional de l'Oise. La ciutat és creuada pel riu Nonette. És la capital del cantó de Chantilly, que al seu torn forma part del districte de Senlis. L'alcalde de la ciutat és Éric Woerth, del partit UMP (2001-2008).

## Història
Al començament, Chantilly només era un castell. Vegeu senyoria de Chantilly. El 1692, Enric III de Borbó-Condé feu bastir Chantilly perquè hi visquessin els criats que treballaven al castell. El seu net, Lluís Enric I de Borbó-Condé, és l'autèntic fundador de la ciutat, de la qual feu traçar els primers plànols.
En la Primera Guerra Mundial el mariscal Joseph Joffre hi instal·là el seu estat major.

## Llocs d'interès
- el castell de Chantilly
- el Museu Condé, dins del castell
- les Grandes Ecuries (grans estables)
- el Pavillon de Manse